# Блаунт, Джеймс, 6-й барон Маунтжой
Джеймс Блаунт(англ. James Blount; ок. 1533—1582) — английский аристократ, 6-й барон Маунтжой.

## Биография
Блаунт родился около 1533 года в Барнстапле (графство Девон). Старший сын Чарльза Блаунта, 5-го барона Маунтжоя (1516—1544) и Энн Уиллоуби, дочери Роберта Уиллоуби, 2-го барона Уиллоуби де Брок (1472—1521), и Дороти Грей.
10 октября 1544 года после смерти отца Джеймс Блаунт унаследовал титул 6-го барона Маунтжоя. Он был произведен в рыцари Бани на коронации королевы Марии Тюдор (29 сентября 1553 года). В 1559 году он был лордом-лейтенантом Дорсета.
Он был одним из уполномоченных, которые судили герцога Норфолка в 1572 году, и потратил состояние своей семьи на изучение алхимии. Лорд Бёрли поощрял его в производстве квасцов и купороса между 1566 и 1572 годами.
Блаунт также имел репутацию сторонника протестантизма, как и его отец и дед. Генри Беннет восхвалял его в 1561 году, упоминая также о его покровительстве Елисею Бомелиусу, и в том же году Жан Верон посвятил ему антипапский трактат.

## Семья
17 мая 1558 года Блаунт женился на Кэтрин Ли, дочери сэра Томаса Ли (1511—1544) и Джоан Коттон. У них было пятеро детей:
- Уильям Блаунт, 7-й барон Маунтжой
- Чарльз Блаунт, 8-й барон Маунтжой
- Кристофер Блаунт
- Энн Блаунт
- Эдвард Блаунт[1]

После смерти барона 10 октября 1582 года в Хуке (близ Окхемптона) титул перешел к его старшему сыну Уильяму.